# Котюжинський Олександр Володимирович
Олекса́ндр Володи́мирович Котюжи́нський (нар. 4 лютого 1992 — пом. 22 липня 2014) — солдат 28-ї окремої механізованої бригади Збройних сил України, учасник російсько-української війни.

## Життєпис
Народився в селі Агафіївка Любашівського району. Закінчив загальноосвітню школу, 2012 року — Первомайський політехнічний інститут Національного університету кораблебудування імені адмірала Макарова. З 2013 року у Збройних Силах України, служив за контрактом.
Солдат-навідник, 28-ма окрема механізована бригада. З літа 2014-го брав участь в бойових діях на сході України.
22 липня 2014-го загинув під час виконання бойового завдання в зоні бойових дій біля села Кожевня Шахтарського району.
Похований в селі Агафіївка.
Без Олександра лишились батьки і сестра.

## Вшанування
- Його портрет розміщений на меморіалі «Стіна пам'яті полеглих за Україну» у Києві: секція 2, ряд 2, місце 11